# NGC 5331-2
NGC 5331-2 (również PGC 49264 lub UGC 8774) – galaktyka spiralna znajdująca się w gwiazdozbiorze Panny. Została odkryta 13 maja 1793 roku przez Williama Herschela. Galaktyka ta jest powiązana grawitacyjnie z NGC 5331-1. Znajduje się w odległości około 450 milionów lat świetlnych od Ziemi.